# Donnchad Midi

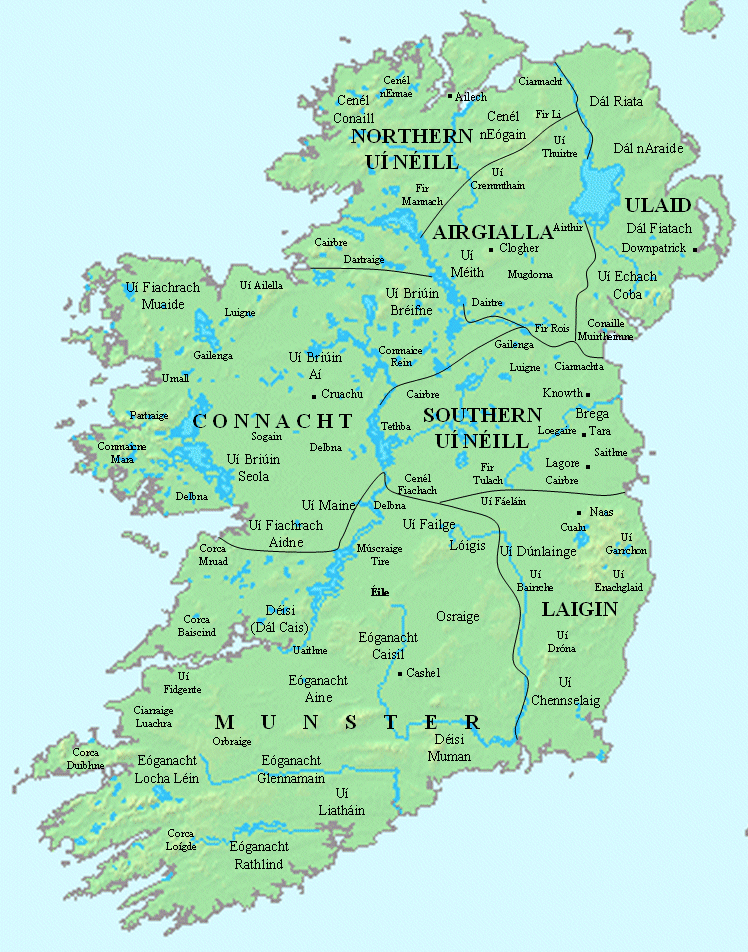
Irlanda en el. Los reinos de Uisnech y Mide no es mostrado; ellos mentira debajo las palabras "Del sur Uí Néill".

Donnchad mac Domnaill (733-6 de febrero de 797), llamado Donnchad Midi, fue Rey Supremo de Irlanda. Su padre, Domnall Midi, había sido el primer rey supremo de los Uí Néill del sur de la casa de Clann Cholmáin basada en el Condado moderno de Westmeath y en el oeste del Condado de Meath. Los reinados de Domnall y su sucesor, Niall Frossach de Cenél nEógain, habían sido relativamente pacíficos, pero el gobierno de Donnchad vio el regreso a una política más expansionista dirigida contra Leinster, objetivo tradicional de los Uí Néill, y también, por primera vez, al gran reino sureño de Munster.
Donnchad continuó el soporte de su padre hacia las iglesias Columbanas, encabezadas por Iona. En sus muchas guerras utilizó las iglesias, particularmente el monasterio de Durrow, como fuente de apoyo. También atacó despiadadamente a las iglesias que matenían a sus rivales entre los Uí Néill y también en Leinster y Munster. Donnchad es recordado, no siempre de manera cariñosa, como un rey guerrero. Estableció un firme dominio de Clann Cholmáin entre los Uí Néill de las midlands. Sus descendientes compartieron la Corona Suprema hasta la época de Máel Sechnaill mac Domnaill, último Rey Supremo tradicional de Irlanda.

## Orígenes y contexto
Donnchad era hijo de Domnall Midi y su única esposa conocida., Ailbíne ingen Ailello de Ard Ciannacht, un reino menor de la costa al norte del Río Boyne. Domnall. Fue considerado Rey Supremo de Irlanda de 743, cuando derrotó y asesinó a Áed Allán de los Cenél nEógain de los Uí Néill, hasta su muerte el 20 de noviembre de 763. Domnall fue sucedido como Rey Supremo por el hermano menor de Áed Allán, Niall Frossach, aparentemente sin rivales. La sucesión al trono de Clann Cholmáin, la rama del Uí Néill a la que pertenecían Domnall y Donnchad fue menos pacífica.
El pariente lejano de Donnchad, Fallomon mac Con Congalt de Clann Cholmáin Bicc parece para tener retenido el rey de título de Mide hasta su muerte en 766, de modo que Donnchad como máximo pudo haber sido rey de Uisnech, jefe de Clann Cholmáin, a la muerte de su padre. Los anales irlandeses registran el conflicto en la casa de Donnchad tras su muerte. Su hermano Diarmait Dub fue asesinado en 764, dirigiendo las fuerzas del monasterio de Durrow contra las de Clonmacnoise, dirigidos por Bressal mac Murchado, probablemente el hijo de su hermano. Bressal fue asesinado más tarde el mismo año. Aquel año Donnchad derrotado a los Fir Tulach Midi, un grupo de población menor que vivía cerca del Lough Ennell y al año siguiente, con el soporte de Fallomon mac Con Congalt,  derrotó y mató a su hermano Murchad en Carn Fiachach, cerca de Rathconrath, Condado Westmeath. Fallomon fue asesinado en 766, después de que Donnchad se convirtiera en Rey de Mide.

## Rey de Mide
En 769 Donnchad expulsó a Coirpre mac Fogartaig, Rey de Lagore, al exilio. Coirpre, hijo del anterior Rey Supremo Fogartach mac Néill, gobernaba el sur de Brega y pudo haber sido el líder del principal grupo rival, los Síl nÁedo Sláine. Al año siguiente, Donnchad dirigió un ejército aLeinster. El rey de Leinster, Cellach mac Dúnchada, rechazó enfrentarse en y Donnchad acampó en Dún Ailinne una semana mientras su ejército saqueaba Leinster.
Los Anales de los Cuatro Maestros fechan la abdicación de Niall Frossach ese mismo año de 770, cuando Donnchad estuvo en Leinster, y coloca el principio del reinado de Donnchad en 771. Las fuentes más tardías presentan la sucesión de Reyes Supremos de una manera regular, con un rey que sigue a otro inmediatamente, aunque no se cree que esto fuera exactamente así. Respecto a Niall Frossach, pueden haber pasado varios años entre la muerte de Domnall Midi y la inauguración de Niall.
En 775 Donnchad tomó el control del monasterio en Clonard en la frontera de Leinster. Él también hizo campaña en Munster. Los Anales de Ulster registran que Donnchad "causó una gran devastación en el territorio de Munster, y muchos de los hombres de Munstermen cayeron". Repite esto en 776 con la ayuda de la comunidad de Durrow.
Donnchad es recordado en dos ocasiones perturbando el óenach de Tailtiu, primero en 774, sin ninguna explicación dada, y otra vez en 777, esta vez los anales declaran que los Ciannachta, eran el objetivo. Esto es explícitamente enlazado con la guerra entre Donnchad y Congalach mac Conaing, Rey de Knowth, que había comenzado antes ese mismo año cuando Donnchad dirigió un ejército de Leinster a Brega. Una batalla en algún lugar en Brega en 778 acabó con Congalach y muchos de sus aliados muertos.

## Rey Supremo de Irlanda
La evidencia única de que Donnchad pudo haber sido Rey Supremo antes de la muerte de Niall Frossach aparece en 778 cuándo se dice que proclamó la "ley de Columba" junto con Bressal, Abad de Iona. Niall murió más tarde ese año en Iona. En 779 Donnchad hizo campaña contra los Uí Néill del norte una vez más y recibió la sumisión del "rey del norte", Domnall, hijo de Áed Muinderg.
Una expedición a los territorios de Donnchad por Leinster en 780 fue rechazada. Más tarde una reunión entre los Uí Néill y Leinster fue celebrada y resuelta por el rey de Tara con respecto a la invasión. En 784 una reunión similar aparece haber sido planeada entre Donnchad y Fiachnae mac Áedo Róin, Rey de Ulster, en Inis na Ríg, pero finalmente no se celebró por recelos entre ambos reyes. Esto fue conmemorado en verso en los márgenes de los Anales de Ulster.
En 786 los anales recuerdan que Febordaith, cabeza del monasterio en Dulane, fue asesinado. Una glosa más tardía añade que el asesinato fue vengado. Esto parece estar relacionado con la entrada siguiente en los Anales de Ulster, que informa que Donnchad derrotó a los Síl nÁedo Sláine en Lia Finn, cerca de Nobber, asesinando a Fogartach mac Cummuscaig, rey de Lagore.
En 791 se dice que Donnchad "deshonr[ó] el personal de Jesus y reliquias de Patrick" durante un óenach, probablemente en Tailtiu. El óenach Tailten puede haber visto más problemas en 791, ya que Donnchad atacó a Áed Oirdnide y le expulsó de Tailtiu fuera del valle del río Boyne. Cathal mac Echdach, rey del Uí Chremthainn, y otro notables fueron asesinado en la huida. El último de los muchos registros de Donnchad en guerra data de 794, cuándo apoyó a Leinster contra Munster. Donnchad murió a comienzos de 797, a los 64 años. Fue sucedido como rey supremo por el hijo de Niall Frossach, Áed Oirdnide y por su hijo Domnall como cabeza de Clann Cholmáin y Rey de Mide.
La reputación de Donnchad es ambigua. El Félire Óengusso, escrito en Tallaght, lo incluye entre los opresivos gobernantes seculares que los autores describen como irrelevantes en el mejor de los casos y como malvados en el peor. Esto confirma que Donnchad fue un gobernante belicoso bastante a diferencia de su padre. Mientras Donnchad fue un amigo de los iglesias de Columban, otras comunidades religiosas, y especialmente aquellas en las fronteras de Munster, padecieron con él. A pesar de que las historias más tempranas vieron la llegada de los Vikingos, avistados por primera vez en Irlanda poco antes de la muerte de Donnchad, como responsables del ataque a las iglesias, Donnchad y su contemporáneos ya lo hacían con cierta regularidad.

## Familia
Donnchad estuvo casado con seguridad con Bé Fáil ingen Cathail, hija de Cathal mac Muiredaig, epónimo de los Leth Cathail en Ulster. Su muerte está registrada por los Anales de Ulster en 801: "Bé Fáil hija de Cathal, reina de Donnchad, murió." Sus hijos incluyen a Óengus y Máel Ruanaid. Es mucho menos creído que Donnchad estuviera casado con Fuirseach, hija de un rey Dál nAraidi de nombre Congal, que sería la madre de Conchobar. La madre de sus hijos Ailill, Conn, Domnall y Falloman y sus hijas Gormlaith y Euginis no consta. Eithne, que se casó con Bran Ardchenn, Rey de Leinster, es a veces llamada hija de Donnchad pero fue más probablemente su hermana.
Conn murió antes que su padre, en 795. Fue Domnall quien le sucedió como Rey de Mide a su muerte, pero gobernó por poco tiempo. Los Anales de Ulster informan que "Domnall hijo de Donnchad fue tracioneramente asesinado por sus parientes" en 799.
El hijo de Donnchad, Conchobar mac Donnchada fue posteriormente rey de Mide y Rey Supremo. Máel Ruanaid fue rey de Mide y padre del rey supremo Máel Sechnaill mac Máele Ruanaid. Ailill fue asesinado en 803 luchando contra su hermano Conchobar en Ruba Conaill. Óengus murió en 830,  mencionado como "rey de Telach Midi"; al igual que Fallomon, asesinado luchando Munster. Pueda ser que Ruaidrí hijo de Donnchad, el secundas abbas de Clonard y tanaise de Clonmacnoise—estos términos indican que posiblemente fuera viceabad de ambas comunidades— cuya muerte en 838 está informada por el Chronicon Scotorum, era hijo de este Donnchad.
Gormflaith ingen Donncadha, que murió en 861, estuvo casada con Niall Caille y Áed Findliath era su hijo. Eugenis, que murió en 802, es llamada "reina del rey de Tara" por los Anales de Ulster.

## Árbol familiar I
```
    Domnall Midi, murió 763.
    =Ailbíne ingen Ailello
    |
    |_________________________________________________________________________________
    |                     |               |            |                 |          |
    |                     |               |            |                 |          |
    
Donnchad Midi
   Eithne Muiredach Diarmait Dub Murchad Indrechtach
                         =Bran Ardcenn
```

## Árbol familiar II
```
    
Donnchad Midi

  = Bé Fáil                 = Fuirseach?   = La identidad desconocida
    |                         |              |
    |__________               |              |_________________________________________________
    |        |                |              |        |      |         |          |           |
    |        |                |              |        |      |         |          |           |
    Óengus Máel Ruanaid Conchobar Ailill Conn Domnall Falloman Gormlaith Euginis
```